# Джибрил, Кавайе Йегие
Кавайе Йегие Джибрил (фр. Cavaye Yéguié Djibril, родился около 1940, Токомбере, департамент Майо Сава, Французский Камерун) — камерунский политик, четвертый председатель Национального собрания Камеруна.

## Биография
Родился около 1940 года в общине Токомбре департамента Майо Сава Французского Камеруна. Относится к этнической группе Мада.
В детстве был крещен в католицизме, однако после обретения Камеруном независимости принял ислам.
Получил педагогическое образование по физическому воспитанию.
Является членом партии Демократическое объединение камерунского народа (ДОКН).
С 1972 года избирался в Национальное собрание Камеруна. С 1992 года стал его председателем.
У Кавайе Джибрила четыре жены и 15 детей.
В 2024 году он переизбирается председателем нижней палаты парламента в 32-й раз подряд.